# Els diaris del rom
Els diaris del rom (en anglès: The Rum Diary) és una pel·lícula estatunidenca basada en la novel·la homònima de Hunter S. Thompson (2011) escrita i dirigida per Bruce Robinson i produïda per Christi Dembrowski i Johnny Depp. Ha estat doblada al català.

## Argument
El 1960, en Paul Kemp (Johnny Depp) és un escriptor bloquejat que s'instal·la a Puerto Rico per fugir dels seus dimonis. Entre borratxera i borratxera, comença a treballar a la caòtica redacció del modest diari San Juan Daily News i coneix a l'empresari Sanderson (Aaron Eckhart) que l'introdueix en la vida de luxe dels milionaris a canvi dels seus serveis en un negoci tèrbol. Alhora, coneix la Chenault (Amber Heard), la parella d'en Sanderson, i s'enamora d'ella desafiant els interessos de tots dos.

## Repartiment
- Johnny Depp
- Giovanni Ribisi
- Amber Heard
- Aaron Eckhart
- Michael Rispoli
- Richard Jenkins
- Amaury Nolasco
- Marshall Bell
- Bill Smitrovich
- Julian Holloway
- Karen Austin
- Jason Smith
- Karimah Westbrook
- Jorge Antares